# Plume et l'Île mystérieuse
Série
Plume, le petit ours polaire
(2001)
Pour plus de détails, voir Fiche technique et Distribution.
Plume et l'Île mystérieuse (Der kleine Eisbär 2 : Die geheimnisvolle Insel) est un long métrage d'animation allemand sorti en 2005.
Plutôt destiné à un jeune public, il met en scène un héros de la littérature enfantine créé en 1957 par l'auteur et illustrateur néerlandais Hans de Beer (nl). Ce film succède à Plume, le petit ours polaire (2001).

## Synopsis
Au Pôle Nord, Plume l'ourson s'amuse dans la neige avec ses amis, alors que Caruso le pingouin se languit du Pôle Sud et rêve d'amour. Irrités, trois ours polaires enlèvent celui-ci pendant son sommeil et le mettent dans un train en partance vers le Sud. Avertis de justesse, ses amis le rejoignent et sont alors entraînés dans une aventure qui les conduira sur une mystérieuse île.

## Fiche technique
- Titre original : Der kleine Eisbär 2 – Die geheimnisvolle Insel
- Titre français : Plume et l'Île mystérieuse
- Réalisation : Piet De Rycker et Thilo Rothkirch
- Scénario : Piet De Rycker, Bert Schrickel, Thomas Wittenburg, d'après l'œuvre de Hans de Beer (nl)
- Musique : Hans Zimmer et Nick Glennie-Smith
- Direction de doublage : Marie-Laure Beneston
- Production : Thilo Rothkirch, Maya Gräfin Rothkirch
- Société(s) de production : Rothkirch Cartoon Film, MaBo Filmproduktion, Warner Bros. Family Entertainment
- Société(s) de distribution : Warner Bros. Pictures
- Pays de production :  Allemagne
- Langue originale : allemand
- Genre : animation
- Durée : 80 minutes
- Dates de sortie :
  - Allemagne : 29 septembre 2005
- Classification : Tous publics

## Distribution
- Louis Lecordier : Plume
- Xavier Viollet : Filou
- Fily Keita : Iguanita
- Patrick Osmond : Misha
- Lisa Caruso : Léna
- Jean-Claude Donda : Caruso
- Serge Faliu : Igor
- Monique Thierry : Darwina
- Laurent Morteau : Boby